# Chinese liederen
Chinese liederen is een compositie van de Finse componist Kalevi Aho.
Aho kreeg het verzoek voor dit werk van de gemeente van zijn geboortedorp Forssa. Deze vierde haar 150-jarig bestaan in 1997. Op 26 november 1997 kwam daartoe het Turku Philharmonisch Orkest onder leiding van Hannu Norjanen op bezoek met sopraan Tiina Vahevaara. Van het werk is in 1998 een versie geschreven voor sopraan en piano; Mari Palo zong die versie onder begeleiding van Antti Kaihola voor het eerst op 9 juli 2000 in Viitasaari.
De Chinese liederen zijn een toonzetting van diverse gedichten van drie Chinese dichters, die meer geschiedenis waren dan het dorp: Li Liweng, Zhou Wen-Chung en Li Qingzhao. Aho zelf viel voor de levensvreugd die hij in de gedichten las en de bewondering voor de natuur, ook niet geheel vreemd voor Finnen. De liederen zijn gekoppeld; 1 aan 2, 3 aan 4 en 5 aan 6. Aho voelde dat hij somberheid in de muziekbegeleiding moest voorkomen; hij dacht meer in de trant van Milan Kundera, de ondraaglijke lichtheid van het bestaan. De vertaling van de gedichten kwam van Perti Nieminen.

## Delen
1. De rode zon (Punainen aurinko) van Li Liweng;
2. Hoe plooibaar (Miten taipuisa) van Zhou Wen-Chung
3. De gouden vogel splitpen (Kultainen lintuhiusneula) van Li Liweng
4. ’s Nachts; erg dronken (Yöllä, aivan päihdyksissä) van Li Qingzhao
5. Herfstwind ( Syksyn tuuli) van Li Liweng
6. Te midden van sneeuw, de boodschap van lente (Lumen keskellä kevään viesti) van Li Qingzhao

## Orkestratie
De orkestratie is dat van voor een romantisch orkest:
- 2 dwarsfluiten, 2 hobo’s, 2 klarinetten, 2 fagotten;
- 2 hoorn, 2 trompetten, 1 trombone, 1 tuba
- percussie, harp
- violen, altviolen, celli, contrabas

## Discografie
- Uitgave BIS Records: Symfonieorkest van Lahti o.l.v. Osmo Vänskä in een opname uit 1999. Sopraan Vahevaara

## Bron
- de BIS Records compact disc
- FIMIC ; Finse muziekcentrale; premieregegevens
- Fennica Gehrman; muziekuitgeverij voor orkestratie